# Eyrovo jezero
Eyrovo jezero (angleško Lake Eyre, v jeziku domorodcev Kati Thanda) je endoreično jezero, ki v deževnih obdobjih napolni plitvo kotanjo na severnem delu avstralske zvezne države Južna Avstralija, približno 700 km severno od mesta Adelaide. Leži blizu južnega roba obsežnega, 1,14 milijona km² velikega porečja, ki se steka proti najnižji točki na severnem delu Eyrovega jezera. Ta je pri 15 m pod morsko gladino hkrati najnižja točka avstralske celine. Jezero nima odtoka, voda izginja samo z izhlapevanjem.
Kljub velikosti porečja, ki je največje endoreično območje na svetu in obsega šestino površja Avstralije, je jezero večino časa presušeno. Podnebje tega dela sveta je namreč puščavsko s povprečno manj kot 125 mm padavin na leto, le skrajni severni del porečja sega na rob monsunskega pasu, ki pa se premika v odvisnosti od pojava El Niño. Zato se Eyrovo jezero močneje napolni le vsakih 25 do 30 let, v vmesnem času pa so nekoliko pogostejše delne napolnitve. Kljub razmeroma majhni količini vode je zaradi ravnega površja poplavljeno območje veliko; v času najvišjega vodostaja sta izoblikovani dve kotanji, severna je dolga 144 km in široka 77 km s površino približno 8430 km², manjša južna pa je 64 km dolga in 24 km široka, s površino približno 1260 km². Povezuje ju ozek Goyderjev kanal na vzhodu. Sedimenti in alge obarvajo vodo zeleno.
Po večjih poplavah, zadnja taka je bila leta 1984, traja kakšni dve leti, da voda spet izgine. Za njo ostane do pol metra debela skorja soli, ki je sicer v celoti raztopljena v vodi; ta ima zato podobno slanost kot morska. Slane ravnice so v preteklosti pogosto uporabljali kot poligon za poskuse doseganja kopenskih hitrostnih rekordov; leta 1964 je to uspelo Britancu Donaldu Campbellu, ki je dosegel hitrost 644,96 km/h na razdalji ene milje.
Jezero se imenuje po angleškemu raziskovalcu in kolonialnem častniku Edwardu Johnu Eyru, ki ga je kot prvi Evropejec ugledal leta 1840. Leta 2012 mu je urad za geografska imena pri vladi Južne Avstralije na pobudo staroselcev iz plemena Arabana dal dvojno uradno ime Kati Thanda-Lake Eyre, ki prepoznava tudi staro ime jezera v njihovem jeziku. Pripadnikom tega ljudstva je vlada priznala pravice, ki izhajajo iz tradicionalne rabe širšega območja severnega dela Južne Avstralije, vključno z območjem jezera.